# Geste des Lorrains
La geste des Lorrains (ou geste des Loherains) est un cycle de cinq chansons de geste anonymes datant des XIIe et XIIIe siècles. L'ensemble de l’œuvre totalise environ soixante-dix mille vers, avec un cycle central de trente mille vers autour de Garin-Girbert. La geste raconte l'opposition sans fin de deux grandes lignées : les Lorrains (menés par Garin, Bégon et Girbert) et les Bordelais (menés par Fromont, Guillaume et Fromondin).  
Avec plus de cinquante témoins conservés (dont de nombreux fragments), la Geste des Lorrains constitue l'un des cycles épiques les plus importants de toute la littérature médiévale. 

## Histoire du cycle originalGarin-Girbert
L'histoire de la Geste des Loherains, et donc de la lutte entre les Lorrains et les Bordelais, remonte à l'opposition entre le duc Hervis de Metz et Hardé de Lens. Alors que le premier s'était couvert de gloire lors des invasions sarrasines, le second avait préféré battre en retraite. Cette situation va se répéter avec les enfants d'Hervis (Garin et Bégon) et celui d'Hardré (Fromont). Il faudra finalement qu'une rixe éclate à la cour entre ces deux lignées anciennement proches pour qu'une guerre de vendetta sempiternelle commence. 
Dès lors, les épisodes de guerres, de sièges et vengeances, alterneront aux courtes trêves, la haine entre les deux lignées finissant toujours par reprendre. Les principales étapes du récit, pour le cycle original Garin-Girbert :
- la trahison des Bordelais qui empêche le mariage de Garin et de Blanchefleur, qui épousera finalement le roi de France, Pépin ;
- le meurtre de Bégon, lors d'une partie de chasse[2] ;
- le meurtre de Garin dans un guet-apens ;
- La guerre civile menée par Girbert pour venger la mort de son père et de son oncle ;
- La prise définitive du Bordelais par les Lorrain ;
- La mort de tous les grands Bordelais et la fuite de Fromont chez les Sarrasins ;
- La mort de Fromont, revenu en France à la tête d'une armée de Sarrasins ;
- La mort de Fromondin dans un ermitage.

La chanson de Garin raconte ainsi l'ascendant des Bordelais sur les Lorrains, avec la mort tragique de Garin et Bégon, tandis que Girbert marque l'apogée des Lorrains, Girbert finissant roi de Gascogne et de Septimanie. 
Probablement composée de différents noyaux narratifs remaniés, il reste cependant difficile de tracer un récit linéaire de la Geste. 

## La mise en cycle
La première continuation au cycle Garin-Girbert est un texte fondateur, avec le récit de la vie d'Hervis, père de Garin et grand-père de Girbert. Le texte s'attache à raconter les enfances du futur duc de Metz, et notamment ses luttes pour obtenir la main de Béatrix, fille du roi de Tyr.
Par la suite, trois continuations concurrentes vont tenter de conclure le cycle : 
- Yonnet de Metz, qui constitue la seule conclusion logique de l’œuvre, et qui voit le conflit reprendre entre Yonnet, fils de Girbert, et Louis, fils de la Bordelaise Ludie et du Lorrain Hernaut ;
- Anseÿs de Gascogne, continuation beaucoup plus longue et surtout partisane, qui détourne le conflit pour la gloire des comtes de Flandres. On retrouve dans ce texte le même principe narratif de la reprise des hostilités après la mort de Girbert, tué par le fils de Ludie ;
- La Vengeance Fromondin, qui utilise elle aussi le conflit entre Lorrains et Bordelais à des fins partisanes, mais cette fois-ci opposées à celles d'Anseÿs puisque le texte soutient le pouvoir français contre les Flamands.

Le cycle complet de la Geste est donc composé de :
- Hervis de Metz (10000 décasyllabes) début du XIIIe siècle ;
- Garin le Lorrain (17000 décasyllabes) XIIe siècle ;
- Girbert de Metz (13000 décasyllabes) Fin XIIe siècle, début XIIIe siècle ;
- Yonnet de Metz (2000 vers ?) XIIIe siècle.
- Anseÿs de Gascogne (25000 décasyllabes) Fin XIIe siècle. début XIIIe siècle ;
- La Vengeance Fromondin (6000 décasyllabes) XIIIe siècle

## Adaptation
Le cycle a fait l'objet d'un remaniement en alexandrin (dont ne demeure qu'un seul fragment) et de trois mises en prose : 
- la version brève du manuscrit Arsenal 3346 ;
- la version de David Aubert dans son Histoire de Charles Martel ;
- la version messine de Philippe de Vigneulles[4].

Le cycle a également fait l'objet d'une importante adaptation en moyen-Néerlandais (der Roman der Lorreinen). 

## A propos deGeste des Loherains
- L'importante tradition manuscrite de la Geste témoigne en faveur de son succès auprès du public médiéval. Cet intérêt pour ces récits de vendetta sans fin peut s'expliquer par la représentation des guerres civiles qui ont marqué l'histoire du Moyen Âge français.

## Éditions modernes

### Hervis de Metz
- Hervis von Metz, par E. Stengel, 1903, disponible sur Gallica (lien).
- Hervis de Mes, chanson de geste anonyme (début du XIIIe siècle). Édition d'après le manuscrit Paris B.N. fr. 19160, par Jean-Charles Herbin, Genève, Droz (Textes littéraires français, 414), 1992

### Garin le Lorrain
- Li romans de Garin le Loherain, publié pour la première fois et précédé de l'examen du système de M. Fauriel sur les romans carlovingiens, par Paulin Paris, Paris, Téchener, 1833-5. Disponible sur Google Livres (tome 1), tome 2).
- Garin le Loheren, par Josephine Elvira Vallerie, Ann Arbor, Edwards, 1947.
- Garin le Loherenc, par Anne Iker-Gittleman, Paris, Champion (CFMA), 1996-1997, 3 t.

### Girbert de Metz
- Gerbert de Metz, chanson de geste du XIIe siècle, par Pauline Taylor, Bibliothèque de la Faculté de philosophie et lettres de Namur, 1952.

### Anseïs de Gascogne
- Anseÿs de Mes, according to Ms. N, par H. J. Green, Paris, Les Presses Modernes, 1939.
- Anseÿs de Gascogne,par Jean-Charles Herbin et Annie Triaud, Paris, Champion (CFMA), 2018, 3 t.

### La Vengeance Fromondin
- La vengeance Fromondin, par Jean-Charles Herbin, SATF, Abbeville, 2005.

### Yonnet de Metz
- Yonnet de Metz, mise en prose de Philippe de Vigneulles et version remaniée en vers du manuscrit N, par Jean-Charles Herbin, Paris, SATF, 2011.

### Prose des Lorrains
- Prose des Lorrains, par Jean-Charles Herbin, Presses Universitaires de Valenciennes, 1995.

### Guérin le LoheraindansHistoire de Charles Martel
- Guérin le Loherain, par Valérie Naudet, Publications de l'Université de Provence, Aix en Provence, 2005.